# Jill Stein
Jill Stein Ellen (sinh ngày 14 tháng 5 năm 1950) là một bác sĩ, nhà hoạt động, và chính trị gia người Mỹ. Bà từng tham gia tranh cử cho vị trí ứng cử viên cho Tổng thống Hoa Kỳ của đảng Xanh trong cuộc Bầu cử tổng thống Hoa Kỳ 2016. Stein cũng từng là ứng cử viên của Đảng Xanh cho Tổng thống Hoa Kỳ trong năm 2012, và là ứng cử viên cho chức Thống đốc Massachusetts hai lần, lần lượt vào năm 2002 và 2010.
Sau khi nhận được 469.501 phiếu bầu trong năm 2012 , nhiều hơn bất kỳ ứng cử viên nữ trong các cuộc bầu cử Tổng thống nói chung khác -Stein tuyên bố hình thành của một ủy ban thăm dò vào tháng 2 năm 2015 để tìm kiếm đề cử tổng thống của đảng Xanh 2016. Vào ngày 22 tháng 6 năm 2015, trong một lần xuất hiện trên Democracy Now!, Stein đã chính thức tuyên bố cô sẽ tìm kiếm sự đề cử tổng thống năm 2016 của đảng Xanh.

## Cuộc sống ban đầu và giáo dục
Jill Stein đã được sinh ra tại Chicago, con gái của Gladys (Wool) và Joseph Stein, và lớn lên ở Highland Park, Illinois. Bà là người Do Thái, và gia đình tham dự North Shore Congregation Israel của Chicago, một giáo đường cải cách Do Thái. Cha mẹ cô đều từ gia đình Do Thái Nga.
Năm 1973, Stein tốt nghiệp hạng ưu từ Đại học Harvard, nơi cô nghiên cứu tâm lý học, xã hội học và nhân học. Sau đó, cô tham gia Trường Y Harvard và tốt nghiệp năm 1979. Stein đã kết hôn với Richard Rohrer, người cũng là một bác sĩ. Họ sống ở Lexington, Massachusetts, và có hai con trai lớn.

### Bài viết và phỏng vấn
- Why Build the Green Party? – Jill Stein on Reality Asserts Itself Lưu trữ ngày 15 tháng 11 năm 2016 tại Wayback Machine. The Real News. ngày 15 tháng 2 năm 2015
- "Speech in Corvallis, Oregon, Jan. 21, 2016." —Audio recording.
- A Sick Society Lưu trữ ngày 21 tháng 8 năm 2016 tại Wayback Machine. Abby Martin with Dr. Jill Stein, The Empire Files via The Real News, ngày 3 tháng 4 năm 2016.
- Green Party's Jill Stein: What We Fear from Donald Trump, We Have Already Seen from Hillary Clinton. Democracy Now! ngày 9 tháng 6 năm 2016.